# Omni Television
Pour les articles homonymes, voir Omni.
Omni Television est un système de télévision canadien privé multilingue appartenant à Rogers Media. Le système consiste présentement de cinq stations détenues et exploitées dont deux à Toronto, Ontario, une à Vancouver, Colombie-Britannique et deux stations en Alberta à Edmonton et Calgary. Certaines émissions produites par Omni sont aussi diffusées sur la chaîne indépendante International Channel/Canal International (ICI) à Montréal.
Omni Television offre une programmation dans une quarantaine de langues, dont le portugais, l'italien, le mandarin, le cantonais, le panjâbî, l'arabe, le tagalog, le coréen et l'anglais. Elle produisait aussi des blocs de nouvelles quotidiennes en italien, portugais, cantonais et mandarin diffusés normalement entre 20 h et 23 h.
Durant plusieurs années, Omni diffusait des émissions américaines de variétés telles que Maury, Don't Forget the Lyrics!, The Price Is Right et Late Night with David Letterman, des sitcoms telles que The Simpsons et How I Met Your Mother. La programmation est désormais entièrement d'origine ethnique, ainsi que des infopublicités.

## Histoire
En 1986, Rogers a acheté la station multiethnique torontoise CFMT-TV (lancée en 1979), sur le bord de la faillite. La marque Omni Television est apparue lors du lancement de la station-sœur CJMT-TV en septembre 2002. Rogers a fait l'acquisition en 2005 des stations religieuses CHNU-TV à Vancouver et CIIT-TV à Winnipeg et les affilient à la marque Omni, mais a dû se départir de ces stations en 2007 afin d'acquérir les stations du réseau Citytv dans ces marchés. Entretemps, Rogers obtient une licence du CRTC pour deux nouvelles stations multiethniques en Alberta, soit CJCO-TV Calgary et CJEO-TV Edmonton, au grand malheur de Multivan Broadcast, propriétaire de la station multiethnique CHNM-TV à Vancouver, qui décide de la vendre à Rogers, qui à son tour, l'affilie à Omni.
Le 3 mai 2012, Rogers Media a signé une entente avec Channel Zero afin de faire l'acquisition de Metro 14, sous approbation du CRTC à l'automne. Entre-temps, Metro 14 devient un affilié de Citytv dont la programmation est accessible depuis le 4 juin ainsi que de la programmation d'Omni afin de remplir les conditions de licence en contenu ethnique. La transaction a été approuvée à la fin décembre 2012, et les émissions d'Omni ont été retirées le 4 février 2013, sauf le matin à 7 h où une heure de programmation Omni est conservée. D'après l'entente, Rogers fournira gratuitement jusqu'à 200 heures par année de la programmation de Omni à International Channel/Canal International (ICI), qui viendra combler des besoins manquants à l'horaire.

### Identité visuelle

Logo d'Omni Television de 2002 à 2018.
Logo d'Omni Television depuis 2018.

## Stations
| Station      | Nom          | Ville                           | Langues                                       |
| ------------ | ------------ | ------------------------------- | --------------------------------------------- |
| CFMT-DT (en) | Omni.1       | Toronto, Ontario                | Portugais, Italien                            |
| CJMT-DT (en) | Omni.2       | Toronto, Ontario                | Mandarin, Cantonais, Anglais                  |
| CHNM-DT (en) | Omni BC      | Vancouver, Colombie-Britannique | Mandarin, Cantonais, Panjâbî, Coréen, Tagalog |
| CJCO-DT (en) | Omni Alberta | Edmonton, Alberta               | Mandarin, Cantonais, Anglais                  |
| CJEO-DT (en) | Omni Alberta | Calgary, Alberta                | Mandarin, Cantonais, Anglais                  |

Seconde affiliation
- CFHD-DT, Montréal, Québec.

## Télévision numérique terrestre et haute définition
Une version haute définition des deux stations de Toronto ont été lancés à l'automne 2004 mais distribués exclusivement sur le câble. Elles ont commencé à diffuser en mode numérique terrestre durant l'été 2008, CHNM Vancouver en décembre 2009, et les deux stations en Alberta sont passés au numérique le 31 août 2011.